# احمدآباد (کلات)
احمدآباد، روستایی در دهستان لاین بخش هزارمسجد شهرستان کلات استان خراسان رضوی ایران است.

## جمعیت
بر پایه سرشماری عمومی نفوس و مسکن در سال ۱۳۹۵ جمعیت این روستا ۴۸۰ نفر (در ۱۴۱ خانوار) بوده‌است.